# Tinodes usillus
Tinodes usillus is een schietmot uit de familie Psychomyiidae. De soort komt voor in het Nearctisch gebied.